# Sint-Karelsmolen
De Sint-Karelsmolen is een windmolen, gelegen in de tot de West-Vlaamse gemeente Veurne behorende plaats De Moeren, aan de Debarkestraat.
Deze ronde stenen molen van het type grondzeiler fungeerde als poldermolen.

## Geschiedenis
De drooglegging van De Moeren gebeurde met behulp van 20 windmolens. Tot op heden is alleen de Sint-Karelsmolen overgebleven. De huidige molen werd gebouwd na de drooglegging, en wel tussen 1814 en 1820. Het water werd uitgeslagen met behulp van een vijzel of schroef van Archimedes die water omhoog brengt. De molen werd herbouwd in 1850. Oorspronkelijk heette hij: De Schelde.
In 1930 werd de molen hersteld en in 1934 werden de roeden verdekkerd en in 1939 werd de houten vijzel vervangen door een metalen vijzel. In 1943 werd de molen geklasseerd als monument.
In 1967 werd het windbedrijf stopgezet. Een dieselgemaal nam het bedrijf over. Later kwam er een elektrisch gemaal.
De molen werd in 2014-2018 gerestaureerd en kan weer water opvoeren, als enige nog werkende vijzelmolen in België.
- Inventaris van het Bouwkundig Erfgoed (Vlaanderen): 16495